# Sheffield Township, Lorain County, Ohio
Sheffield Township är en kommun (township) i Lorain County i delstaten Ohio, USA. 
Den gränsar bland annat till bykommunen Sheffield.  